# Just Like Me!
Just Like Me! (englisch für Genau wie ich!) ist eine niederländische Jugend-Dramedy im Doku-Soap-Stil, die im Auftrag der Walt Disney Company durch die Produktionsfirma Tuvalu Media entstand. Die Erstausstrahlung erfolgte am 28. Mai 2016 auf dem Disney Channel Niederlande und Belgien. Das Finale der Serie wurde am 5. Oktober 2017 ausgestrahlt. Im deutschsprachigen Raum fand die Premiere der Serie am 24. März 2020 auf Disney+ statt.

## Handlung
Die Serie erzählt die Geschichte von fünf Teenagern, die sich zusammenschließen, um erfolgreiche Videokünstler zu werden. Jeder von ihnen besitzt ein anderes Talent. Am Wochenende treffen sie sich in der Shake, einer coolen Saftbar auf einem Boot, um dort gemeinsam Ideen zu sammeln und Videos zu produzieren. Zusammen entdecken die Freunde ihre kreativen Talente, müssen aber zugleich lernen mit den Höhen und Tiefen von Internetstars umzugehen, neue Abonnenten für sich zu begeistern und sich gegenseitig im Teenager-Alltag zu unterstützen.
Und so sehen sich die Freunde unter anderem mit folgenden Fragen konfrontiert: „Wie gehe ich mit kommerziellen Möglichkeiten und Cybermobbing um?“, „Wie werde ich ein Internetstar ohne mich selbst zu verlieren?“ und „Hält es unsere Freundschaft aus, wenn ich eine Solo-Gelegenheit nutze?“

## Besetzung
| Rolle  | Schauspieler                  | Staffel(n) |
| ------ | ----------------------------- | ---------- |
| Liz    | Femke Meines                  | 1–2        |
| Nina   | Shalisa van der Laan          | 1–2        |
| Max    | Sander Hanna                  | 1–2        |
| Tommy  | Jefferson Yaw Frempong-Manson | 1–2        |
| Zoë    | Birgit Swinnen                | 1–2        |
| George | Aksel Ethem                   | 1–2        |
| John   | Harold Dückers                | 1–2        |
| Levi   | Ridder van Kooten             | 1          |
| Finn   | Ridder van Kooten             | 2          |
| Rox    | Liandra Sadzo                 | 2          |
| Ruben  | Thijs Antonneau               | 2          |

## Crossover
In der ersten Staffel hatte Ridder van Kooten als seine Figur Levi aus der niederländischen Disney Channel Original Series Jonge Garde einen Gastauftritt. In der zweiten Staffel spielt Ridder van Kooten die neue Hauptfigur Finn. 